# Madonna dell'Arco Oscuro

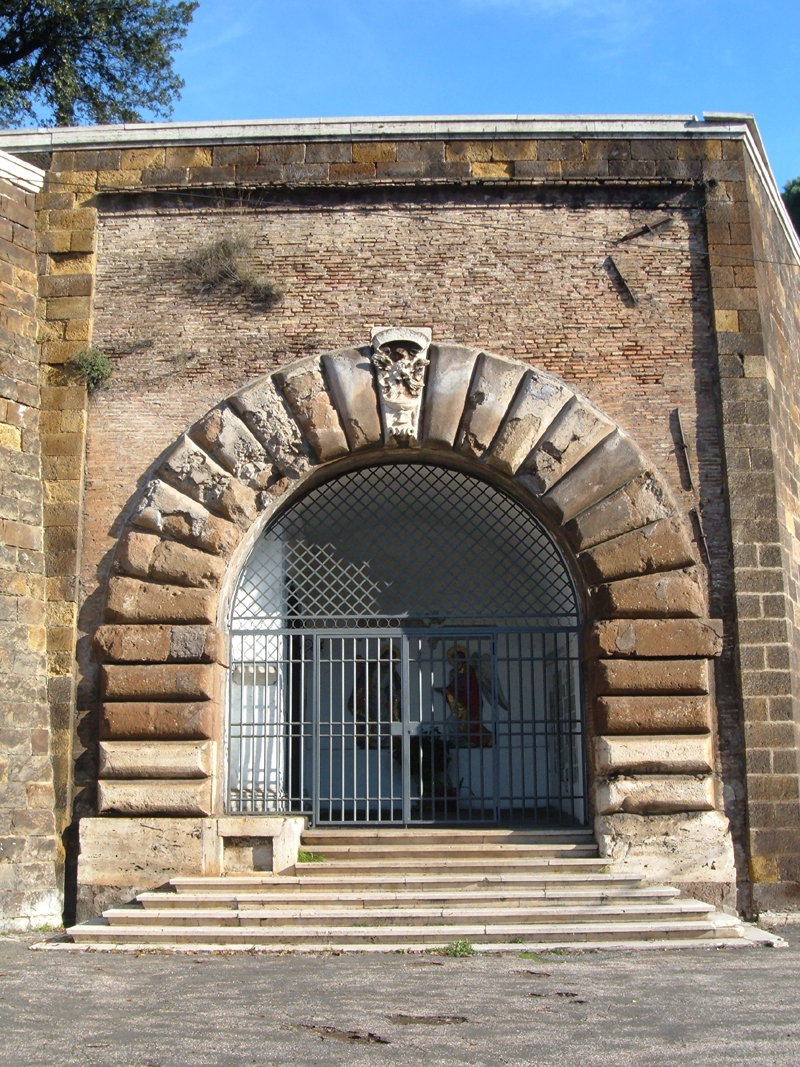
Vista da igreja.

Madonna dell'Arco Oscuro, chamada também de Santa Maria dell'Arco Oscuro, é uma igreja de Roma localizada no Viale delle Belle Arti, no quartiere Pinciano.

## História
Esta igreja foi construída em 1797 para abrigar um ícone de Nossa Senhora que originalmente ficava numa passarela que ligava a Villa Poniatowski com a villa Giulia conhecida como Arco Oscuro. Uma placa no exterior traz a seguinte inscrição: "Sacellum Matri Divinae Providentiae de Arcu Obscuro dicatum".
Na arquitrave do portal da entrada está um brasão do papa Inocêncio XI Odeschalchi. O interior da igreja está dividido em dois ambientes. No primeiro, de construção mais recente, estão os diversos ex-voto deixados pelos fiéis e é dominado por um grande mosaico moderno retratando a "Anunciação". No segundo está está abrigado o arco oscuro com a imagem de Maria e é neste que ficava a pequena igreja do final do século XVIII. Uma Via crucis de 14 estações decora as paredes do segundo ambiente.
Carlo Rendina relata uma notícia no Giornale di Roma de 30 de setembro de 1797 sobre esta igreja:
| “ | Frei Giovanni Andrea Michelotti, querendo colocar em um lugar mais decente uma imagem milagrosa tirada de Tabor, do lugar estreito onde estava localizada, no mesmo lugar se dedicou a escavar o tufo pela força de um cinzel e conseguiu uma capela medíocre e esta conseguiu, finalmente, embelezada e adornada com a ajuda da esmola de muitos benfeitores, em particular os produtores de vinho daqueles arredores, no domingo 10 de setembro, a bênção solene na cerimônia prescrita. | ” |
|   | — Carlo Rendina, Le Chiese di Roma. |   |